# Odontaspis contortidens
Espèce
Odontaspis contortidens est une espèce éteinte de requins. On la retrouve aussi sous les noms de Lamna (Odontaspis) contortidens ou Lamna contortidens.

## Publication originale
- Louis Agassiz. 1843 : Recherches Sur Les Poissons Fossiles. Tome III (livr. 15-16). Imprimerie de Petitpierre, Neuchâtel 157-390